# Uniwersytet w Newcastle (Australia)
Uniwersytet w Newcastle, University of Newcastle – australijska uczelnia państwowa z główną siedzibą w Newcastle w stanie Nowa Południowa Walia, powstała w roku 1965.
Zatrudnia 2200 osób i kształci 30 tysięcy studentów. Posiada sześć kampusów.

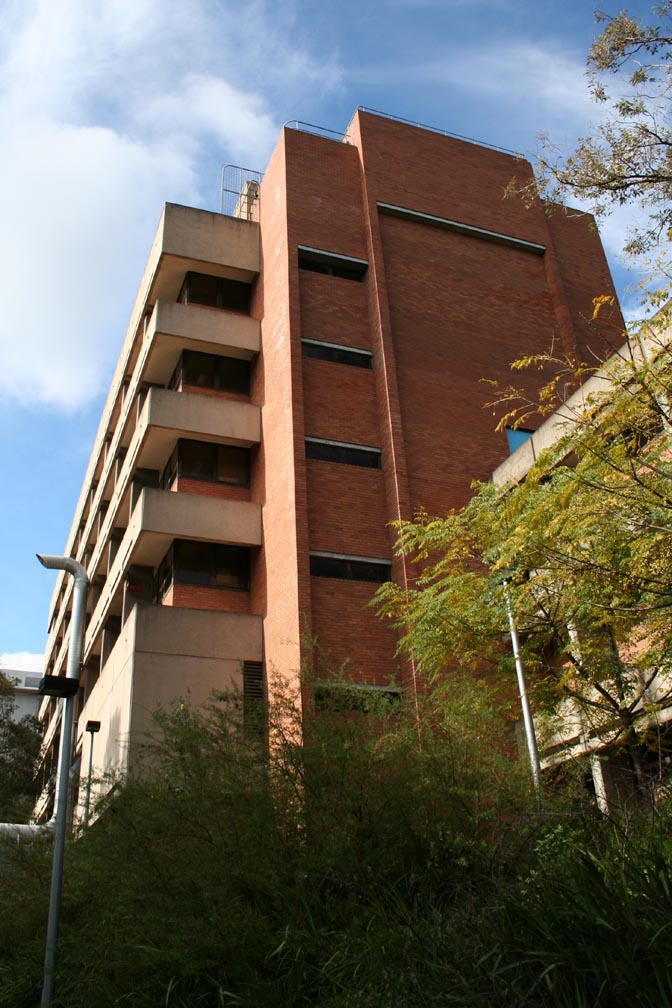
Gmach Nauk Medycznych

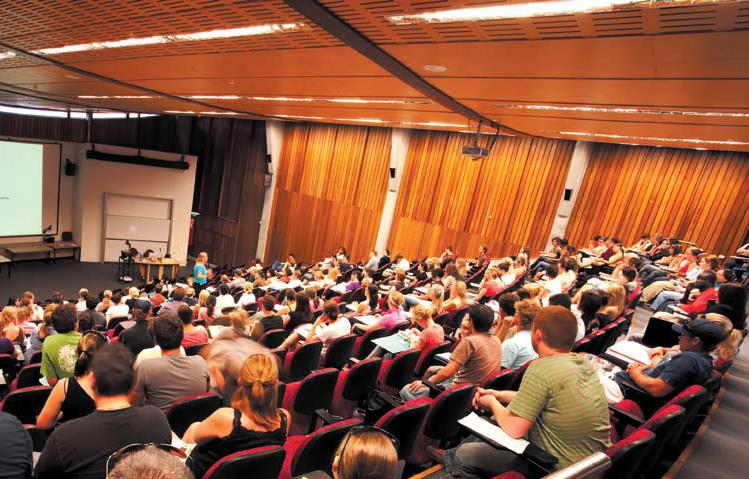
Jedna z auli

## Jednostki organizacyjne
- Wydział Biznesu i Prawa
- Wydział Edukacji i Sztuk
- Wydział Inżynierii i Budownictwa
- Wydział Nauk Ścisłych i Technik Informatycznych
- Wydział Zdrowia